# VANNER

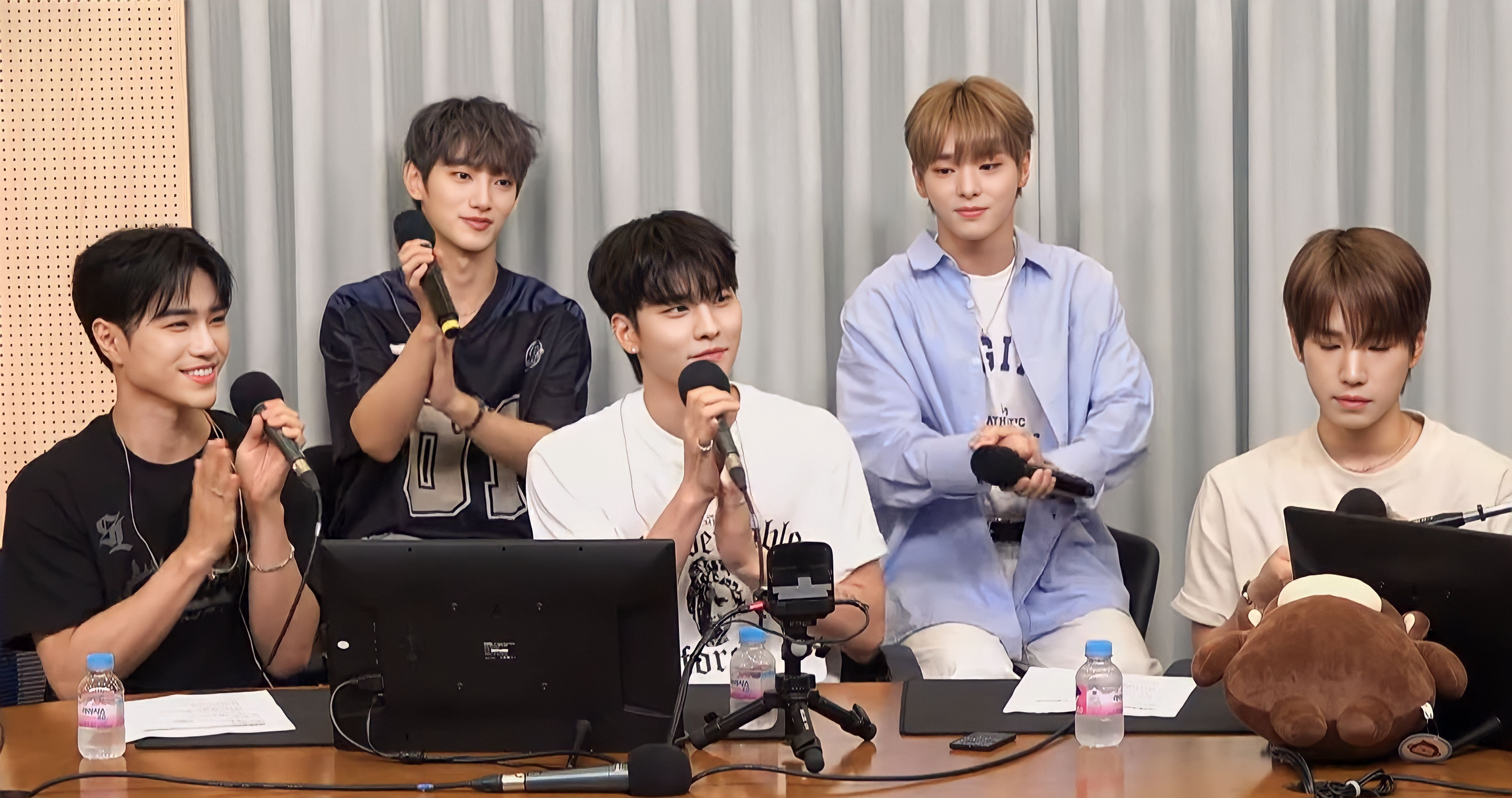

배너(VANNER)는 대한민국의 보이 밴드이다. 이 그룹은 5명의 멤버로 구성된다: 태환, GON, 혜성, 성국, 영광. 이 그룹은 2019년 2월 14일 정규 음반 V로 데뷔했다.
현재 멤버 성국은 병역을 이행 중에 있으며 4인 체제로 팀 활동 중에 있다.

## 구성원
- 태환
- GON
- 혜성
- 성국
- 영광

## 음반 목록

### 정규 음반
- V (2019)

### EP 음반
- VENI VIDI VICI (2023)
- CAPTURE THE FLAG (2024)
- Burn (2024)

### 싱글 음반
- 5cean: V (2019)
- Life (2020)
- Take Off (2022)

## 콘서트 투어
- Chicago, IL - 2022년 3월 16일
- Warrendale, PA - 2022년 3월 18일
- New York City, New York - 2022년 3월 19일
- Atlanta, GA - 2022년 3월 22일
- Orlando, FL - 2022년 3월 24일
- Houston, TX - 2022년 3월 26일 (취소)
- Dallas, TX - 2022년 3월 28일
- San Antonio, TX - 2022년 3월 29일
- Sauget, IL - 2022년 3월 31일
- Lawrence, KS - 2022년 4월 1일
- Denver, CO - 2022년 4월 3일
- Salt Lake City, UT - 2022년 4월 4일
- San Francisco, CA - 2022년 4월 6일
- Los Angeles, CA - 2022년 4월 8일

## 수상 목록

### 시상식
- 2023년 8월 23일 《제5회 뉴시스 한류엑스포 한류문화대상》 한류신인상
- 2023년 11월 5일 《2023 아시아모델어워즈》 라이징 스타상
- 2024년 2월 17일 31주년 한터뮤직어워즈 2023 한터 초이스 케이팝 메일 아티스트상

### 가요 프로그램 1위
| 연도            | 수상 내역 (총 1회)                                             |
| --------------- | -------------------------------------------------------------- |
| 2024년 (총 1회) | - Automatic (총 1회) - 10월 11일 KBS2 《뮤직뱅크》 K-Chart 1위 |